# ジェイムズ・ハミルトン (初代ハミルトン卿)
初代ハミルトン卿ジェイムズ・ハミルトン（英: James Hamilton, 1st Lord Hamilton、1410年ごろ – 1479年11月6日）は、スコットランド貴族、政治家。1度目の結婚でダグラス伯爵家と結びつき、ダグラス家が没落するとスコットランド王ジェームズ2世に寝返った。晩年に国王ジェームズ3世の妹と再婚してハミルトン家の地盤を固めたが、4歳の息子を残して死去した。

## 生涯
ジェイムズ・ハミルトン・オブ・カジューと妻ジャネット（Janet、初代リヴィングストン卿ジェイムズ・リヴィングストンの姉）の息子として、1410年ごろに生まれた。
1439年7月までに騎士爵に叙された。1440年までにスコットランド王ジェームズ2世の枢密顧問官になり、1445年6月28日または7月3日に世襲貴族のロード・オブ・パーラメントであるハミルトン卿に叙された。
1度目の結婚でダグラス伯爵家と親しくなり、1450年に第8代ダグラス伯爵ウィリアム・ダグラスとともにローマに向かい、教皇ニコラウス5世にハミルトンの教区教会を協同教会に変更するための請願を出した。この請願は受け入れられ、1462年には司祭長が任命された。また1460年1月にグラスゴーの領地をグラスゴー大学へ寄贈、1476年以前にショッツ教区（現ノース・ラナークシャーの一部）の教会と病院を建てた。
しかし宮廷ではまずリヴィングストン家が、次にクライトン家が影響力を持ち、さらに1452年2月に第8代ダグラス伯爵がジェームズ2世に殺害され、ハミルトン卿とジェームズ2世の関係は良好とは言えなかった。ハミルトン卿は第9代ダグラス伯爵ジェイムズ・ダグラスらとともに抗議文を出し、1452年8月28日に一時和解するも1455年3月にジェームズ2世が突如出兵し、4月のはじめにはハミルトン卿がアバコーン城で包囲された。ハミルトン卿とダグラス伯爵の軍勢が救援に向かったが、ハミルトン卿はのちに降伏して国王側に寝返り、ロスリン城に短期間投獄されたのち1455年7月1日に（元はダグラス伯爵の世襲職だった）ラナークシャー州長官の世襲職を与えられた。寝返った理由はダグラス伯爵が優柔不断だったためとも、母の弟にあたるリヴィングストン卿が説得したためともされる。
ハミルトン卿は1457年初より第4代アンガス伯爵ジョージ・ダグラスの庇護を受けるようになった。1460年にジェームズ2世が死去すると、ハミルトン卿は一時宮廷に出入りするようになった。
1461年から1472年にかけて使節としてイングランド王国へ数度派遣された。
1479年11月6日に死去、息子ジェイムズが爵位を継承した。『オックスフォード英国人名事典』によれば、埋葬地はおそらくハミルトンの教会である。

## 家族
ジャネット・マクスウェル（Janet Maxwell）と婚約したが、結婚に至らなかった。
1441年2月25日、ユーフェーム・ダグラス（Eupheme Douglas、1406年以降 – 1468年夏、サー・パトリック・グラハムとストラサーン女伯爵ユーフェミア・ステュアートの娘、第5代ダグラス伯爵アーチボルド・ダグラスの未亡人）と結婚、1女をもうけた。
- エリザベス（1517年3月11日以降没） - 1459年、第5代クロフォード伯爵デイヴィッド・リンジーと結婚、子供あり。2人は1484年までに離婚した。1503年までにジョン・フォレスター（John Forrester）と再婚したが、1508年までに再度離婚したとされる[5]

1474年2月/3月ごろにメアリー・ステュアート（1451年 – 1488年5月ごろ、スコットランド王ジェームズ2世の娘、初代アラン伯爵トマス・ボイドの元妻）と再婚したが、メアリーの連れ子2人を嫡子とする教皇シクストゥス4世からの許可は1476年4月25日になってようやく得られた。2人は1男1女をもうけた。
- ジェイムズ（1475年ごろ – 1529年） - 第2代ハミルトン卿、初代アラン伯爵[1]
- エリザベス（1531年4月以降没） - 1494年4月9日、第2代レノックス伯爵マシュー・ステュアート（英語版）と結婚[6]

このほか、下記の庶子をもうけた。
- ジェームズ（1455年10月23日以前 – 1473年以前） - 記録が少なく、不明な点が多い[4]
- ジョン（1474年2月4日以前 – 1540年以前） - ジャネット・コーダーウッド（Janet Calderwood）との間の息子。ジャネット・ハミルトン（Janet Hamilton）と結婚して、子女をもうけた[4]
- パトリック（英語版）（1474年2月4日以前 – 1520年4月30日） - ジョンの弟。1498年までに騎士爵に叙された。マーガレット・ステュアート（Margaret Stewart、1542年7月5日以降没、おそらくオールバニ公爵アレグザンダー・ステュアート（英語版）の娘）と結婚した。エディンバラにおけるハミルトン家とダグラス家の小競り合いで殺害された[4]
- デイヴィッド（英語版）（1523年没） - 1497年4月3日、アーガイル司教（英語版）に任命された。1519年5月13日、ドライバラ修道院長（英語版）に任命された[4]